# Hadrokolos cazieri
Hadrokolos cazieri är en tvåvingeart som beskrevs av Martin 1959. Hadrokolos cazieri ingår i släktet Hadrokolos och familjen rovflugor.
Artens utbredningsområde är Texas. Inga underarter finns listade i Catalogue of Life.